# Wolfgang Herger

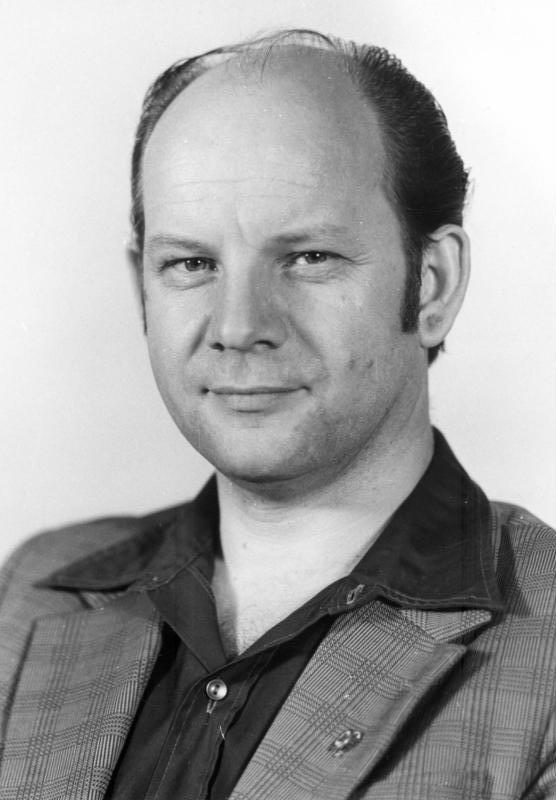
Herger 1976

Wolfgang Herger (* 10. August 1935 in Rudolstadt) ist ein ehemaliger deutscher Politiker. Er war in der DDR Leiter der Abteilung Sicherheitsfragen beim Zentralkomitee der SED sowie kurzzeitig Mitglied des Politbüros der SED.

## Leben und Wirken
Herger wurde 1949 Mitglied der FDJ und trat 1957 in die SED ein. Er studierte von 1953 bis 1958 an der Friedrich-Schiller-Universität Jena (FSU) Philosophie. Bis 1962 war er Assistent am Institut für Philosophie der FSU und FDJ- bzw. SED-Funktionär. 1963 erfolgte seine Promotion zum Dr. phil. an der Universität Jena mit der Arbeit „Zur Dialektik von gesellschaftlicher Notwendigkeit und sittlicher Freiheit in unserer Epoche. Untersuchungen zu Grundfragen der marxistisch-leninistischen Ethik“. 
1964 bis 1976 war Herger Sekretär beim Zentralrat der FDJ und 1971–1990 Abgeordneter der Volkskammer (1971–1976 als Mitglied des Ausschusses für Nationale Verteidigung, 1976–1985 als Vorsitzender des Jugendausschusses, 1986–1990 zunächst als stellvertretender Vorsitzender des Ausschusses für Nationale Verteidigung und anschließend als dessen Vorsitzender). 
Er erhielt 1973 den Vaterländischen Verdienstorden.
Herger war 1976–1989 Mitglied des Zentralkomitees der SED, dort 1976–1985 Leiter der Abteilung Jugend und 1985–1989 der Abteilung Sicherheitsfragen. In beiden Funktionen arbeitete er seinem Vorgesetzten, dem ZK-Sekretär Egon Krenz, zu. Außerdem gehörte er dem Nationalen Verteidigungsrat der DDR und von 1985 bis 1989 dem Kollegium des Ministeriums für Nationale Verteidigung an. 

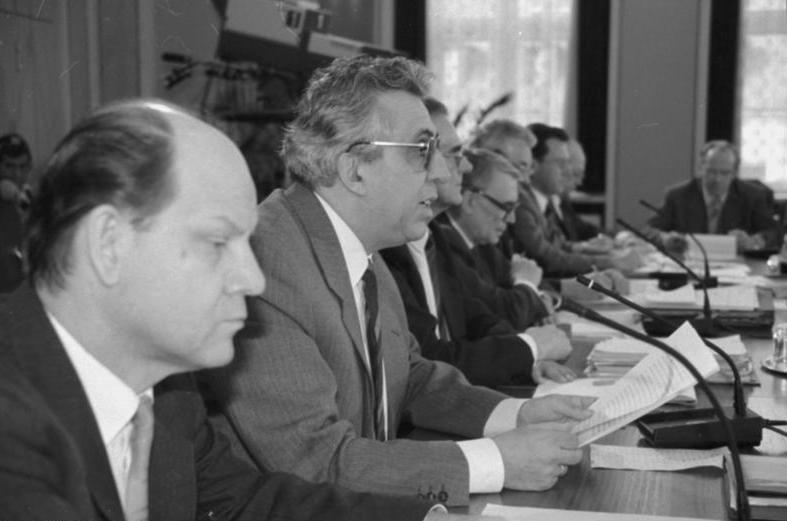
Wolfgang Herger (ganz links) und Egon Krenz (2. v. l.) 1990 am Runden Tisch

Vom 8. November bis 3. Dezember 1989 war Herger Mitglied des Politbüros und Sekretär des ZK der SED sowie bis zum 15. Januar 1990 Mitarbeiter im Parteivorstand der SED-PDS. Mit Egon Krenz gehörte er zu den Politikern, die dazu beitrugen, dass die Veränderungen im Herbst 1989 friedlich verliefen. 
Nach dem Ende der DDR war er arbeitslos und arbeitete dann als Pförtner und Mitarbeiter verschiedener Handelsgesellschaften. Im November 1992 war Herger einige Wochen als Freizeitbetreuer in einer Zivildienstschule des Bundesamtes für den Zivildienst in Kablow-Ziegelei südlich von Berlin tätig.

## Verurteilung in den Mauerschützenprozessen
Am 24. Juli 1998 verurteilte ihn das Berliner Landgericht wegen „Beihilfe zum  Totschlag “ (politische Verantwortung für die Todesschüsse an der Berliner Mauer) zu 22 Monaten Freiheitsstrafe auf Bewährung. Zusammen mit Herger wurden auch der frühere Stellvertretende Verteidigungsminister Horst Brünner und zwei weitere führende DDR-Militärs (Manfred Grätz und Heinz Tappert) verurteilt. Das Gericht hielt die vier Angeklagten für mitverantwortlich für die DDR-Grundsatzbefehle zur „Grenzsicherung“. Sie hätten damit den Tod von Flüchtlingen billigend in Kauf genommen.